# فيكتور كورتشنوي
فيكتور كورتشنوي (بالروسية: Ви́ктор Корчно́й)‏ (23 مارس 1931 - 6 يونيو 2016) هو لاعب شطرنج سويسري من أصول روسية.
كان فيكتور كورتشنوي معلمًا محترفًا في لعبة الشطرنج. ولد في لينينغراد اتحاد الجمهوريات الاشتراكية السوفياتية (سانت بطرسبرغ). عاش في سويسرا لسنوات عديدة وأصبح مواطنًا سويسريًا. ظل فيكتور في قمة الشطرنج أو بالقرب من القمة لمدة نصف قرن.
إجمالاً كان كورشنوي مرشحًا لبطولة العالم في عشر مناسبات (1962 و1968 و1971 و1974 و1977 و1980 و1983 و1985 و1988 و1991). كان كورشنوي أيضًا بطلًا في اتحاد الجمهوريات الاشتراكية السوفياتية للشطرنج أربع مرات وعضوًا خمس مرات في الفرق السوفيتية التي فازت بالبطولة الأوروبية وعضوًا ست مرات في الفرق السوفيتية التي فازت بأولمبياد الشطرنج.

## المباريات ضد كاربوف
لعب كورشنوي ثلاث مباريات ضد أناتولي كاربوف، الأخيرتان منهما كانتا لبطولة الشطرنج العالمية. في عام 1974 خسر نهائي المرشحين أمام كاربوف بأضيق هامش: 11.5-12.5. تم إعلان كاربوف بطلاً للعالم في عام 1975 عندما فشل بوبي فيشر في الدفاع عن لقبه. بعد ذلك، بعد الانشقاق عن الاتحاد السوفيتي في عام 1976، فاز كورشنوي بدورتين من المرشحين للتأهل لمباريات بطولة العالم مع كاربوف في عامي 1978 و1981.

### مباراة 1978
أقيمت مباراة بطولة العالم 1978 كاربوف - كورشنوي في باجيو بالفلبين.

### مباراة 1981
فاز كورشنوي بدورة المرشحين التالية ليكسب مرة أخرى الفرصة في تحدي كاربوف في عام 1981. أقيمت المباراة في ميرانو بإيطاليا في جو من التوتر السياسي. كانت زوجة وابن كورشنوي لا يزالان في الاتحاد السوفيتي. وُعد ابنه بأنه سيسمح له بالانضمام إلى والده إذا تخلى عن جواز سفره. عندما فعل ذلك تم تجنيده على الفور في الجيش السوفيتي. على الرغم من الاحتجاجات تم القبض على نجل كورشنوي بتهمة التهرب من الخدمة العسكرية وحكم عليه بالسجن لمدة عامين ونصف في معسكر العمل وقضى العقوبة كاملة. بعد إطلاق سراحه رُفض السماح له بمغادرة الاتحاد السوفيتي مرة أخرى. في عام 1982 بعد ست سنوات من انشقاق كورشنوي نجح ابنه أخيرًا في مغادرة البلاد.
في ما أطلق عليه اسم «مذبحة ميرانو» هزم كاربوف كورشنوي بشكل مقنع بـ 6 انتصارات مقابل 2 وعشرة تعادلات.

## المهنة اللاحقة

### 1984 مباراة كورشنوي - كاسباروف
كان من المقرر أن يلعب كورشنوي دور الشاب السوفيتي غاري كاسباروف في دورة المرشحين التالية (1984). بدا أنه كان مغرمًا جدًا بجاري كاسباروف - ربما لأنه أدرك الوضع الذي كان كاسباروف فيه - موهبة بارزة حجبتها البيروقراطية السوفيتية.
كان من المقرر أن تقام المباراة في باسادينا بكاليفورنيا لكن الاتحاد السوفيتي للشطرنج احتج. ربما كان هذا بسبب أن كورتشنوي كان منشقًا وكانت المباراة في الفناء الخلفي لعدو الحرب الباردة وبسبب القرار السوفيتي الذي سيعلن عنه قريبًا بمقاطعة الألعاب الأولمبية لعام 1984 في لوس أنجلوس). على أي حال لم يُسمح لكاسباروف بالطيران إلى هناك للعب المباراة مما عرقل المباراة لكورتشنوي.
ومع ذلك بعد سلسلة رائعة من الأحداث بقيادة الأستاذ البريطاني الكبير ريموند كين وافق كورشنوي على لعب المباراة في لندن. كانت هذه لفتة كريمة من كورتشنوي لأنه من الناحية الفنية قد فاز بالفعل بشكل افتراضي. بعد بداية جيدة تغلب كاسباروف على كورشنوي من خلال اللعب الهجومي والنضج الملحوظ.

## الحياة اللاحقة
واصل فيكتور اللعب في أوروبا حيث عاش في بلده الجديد سويسرا. لعب كورتشنوي لأول مرة مع سويسرا في أولمبياد 1978 الذي أقيم في بيونس آيرس.
في سبتمبر 2006 فاز كورشنوي ببطولة العالم لكبار الشطرنج السادسة عشرة التي أقيمت في إيطاليا بنتيجة 9-2. وسجل كورتشنوي 7.5 - 0.5 في أول ثماني مباريات ثم تعادل في آخر ثلاث مباريات. كان هذا أول لقب عالمي يفوز به كورشنوي.
كان أسلوب لعب فيكتور هو الالتزام التام.  كان يلعب دائمًا من أجل الفوز إذا كان ذلك ممكنًا ونادرًا ما حصل على تعادلات قصيرة. غالبًا ما كان يُرى في مواقف معقدة وذات حدين حيث يصعب رؤية ما يجري.

## الوفاة
توفي كورشنوي عن عمر يناهز 85 عامًا في سويسرا في 6 يونيو 2016.

## كتب
فيكتور كورشنوي (1977).  الشطرنج حياتي.  باتسفورد.  ردمك 07134 1025 6.
كورشنوي، فيكتور (2005).  الشطرنج حياتي (بما في ذلك القرص المضغوط مع ألعاب كاملة).  ردمك 3-283-00406-4.
كورشنوي، فيكتور (2002). نهايات الرخ العملية. أولمز.  ردمك 3-283-00401-3.

## روابط خارجية
- فيكتور كورتشنوي على موقع الموسوعة البريطانية (الإنجليزية)
- فيكتور كورتشنوي على موقع مونزينجر (الألمانية)
- فيكتور كورتشنوي على موقع مباريات الشطرنج (الإنجليزية)
- فيكتور كورتشنوي على موقع 365Chess.com (الإنجليزية)
- فيكتور كورتشنوي على موقع Chesstempo.com (الإنجليزية)
- فيكتور كورتشنوي سجل أولمبياد الشطرنج على موقع OlimpBase.org (الإنجليزية)